# Знеполский, Ивайло
Ивайло Боянов Знеполский (болг. Ивайло Боянов Знеполски; 5 августа 1940, София, Третье Болгарское царство — 29 ноября 2023, София) — болгарский философ, культуролог, искусствовед и кинокритик, преподаватель и политик. Занимал пост министра культуры в 1993—1994 годах при премьер-министрах Любене Берове и Ренете Инджовой. Отец философа Бояна Знепольского-младшего.

## Биография

### Образование и научная карьера
Родился 5 августа 1940 года в Софии. Окончил философский факультет Софийского университета 1964 года, в 1971 году защитил диссертацию на тему «Философские и эстетические проблемы современного европейского киноискусства» (болг. Философски и естетически проблеми на съвременното европейско киноизкуство) и получил степень доктора искусствоведения. Преподавал в Национальной академии театрального и фильмового искусства дисциплину «Анализ фильмов» в 1980—1984 годах. Доктор философских наук (1982), защитил диссертацию на тему «Социокультурные проблемы в современном болгарском киноискусстве» (болг. Социо-културните проблеми в съвременното българско киноизкуство). Профессор философского факультета Софийского университета (1984), руководитель кафедры истории и теории культуры при философском факультете (1991—2003), приглашённый профессор Высшего училища социальных наук Парижа (1997—1999) и Университета Монтескье в Бордо (2001).

### Членство в научных советах и других академических организациях
- Заместитель председателя Международной ассоциации семиотических исследований (IASS)
- Член педагогического совета Докторской школы социальных наук Центральной Европы (история, социология, антропология) в Бухаресте
- Член Университетского агентства франкофонов
- Член Комитета тематической сети совместных исследований «Droit des entreprise culturelles»
- Участник исследовательского проекта Fondation Maison des Sciences de l’Homme
- Научный руководитель болгарской делегации в совместной программе магистров «Медиа и межкультурные коммуникации» (Франкфурт-на-Одере)
- Сотрудничество с университетом Пьера Мендеса, 2-й докторской гренобльской школой 214 (право, политические науки, международные отношения)
- Руководитель болгарской делегации в международном исследовательском проекте «Ежедневная пресса и европейская интеграция и расширение — политические, культурные и национальные представительства». Партнёры: высшая школа социальных наук Марселя, университет Авиньона, европейский университет Виадрина во Франкфурте-на-Одере.

### Общественная деятельность
- Соучредитель Музея Европы (1999) в Брюсселе
- Член Сената при Европейском культурном парламенте, выдвигавший кандидатов в Европарламент и руководивший заседаниями в 2001 году
- Член рабочей группы Совета Европы по проекту «Link Diversity» — кампании популяризации многоэтнических обществ и предоставления демократических прав каждому.
- Главный редактор издания Divinatio в Софии[2].
- Постоянный член жюри премии «Развитие»

### Политическая деятельность
В 1993—1994 годах Ивайло Знеполский занимал пост министра культуры Болгарии в правительствах Любена Берова и Ренеты Инджовой, но был при этом беспартийным министром.
Знеполский оценивает коммунистическую эпоху в Болгарии негативно, называя Тодора Живкова одним из основных организаторов репрессий в стране. Несмотря на то, что народ, согласно Знеполскому, поддержал коммунистическую идеологию в военное и послевоенное время, страна обязана помнить и о репрессированных людях, которые за время тюремного срока лишь чудом не потеряли свободу воли.

## Идеи
Ивайло Знеполский является автором предисловия к болгарскому переводу романа Владимира Набокова «Лолита», что позволило ему дебютировать в литературоведческих дебатах в 1989 году.

## Награды
- Офицер ордена Академических пальм (1999), награждён Министерством национального образования Франции
- Синяя лента Софийского университета (2001)
- Кавалер Ордена «За заслуги» (2012)[7][8]
- Орден «Стара-планина» I степени (9 февраля 2021)[9]

### Монографии
- Актуалното кино. София: Наука и изкуство, 1969, 297 с.
- Пътища и пътеки на българското кино. София: Наука и изкуство, 1972, 267 с.
- Между отчуждението и насилието. 1973.
- Умберто Еко и «Името на розата». София: Наука и изкуство, 1987, 145 с.
- Катастрофата като филмова метафора. София: Наука и изкуство, 1992. (ISBN 954-02-0071-7)
- Езикът на имагинерния преход. София: Българска сбирка, 1997, 356 стр.
- Новата преса и прехода. Трудното конструиране на «четвъртата власт». София: Дружество Гражданин, 1997, 191 стр. (ISBN 954-8966-03-4)
- Вебер-Бурдийо — подходи към интелигенцията. С., 2003, 116 стр.
- Българският комунизъм — социокултурни черти и властова траектория. София: Сиела, 2009. (ISBN 978-954-28-0236-5)[10],[11]

### Как научный руководитель, составитель и редактор
- Франсоа Фюре и превъплъщенията на социалната утопия (научно ръководство, съставителство, предговор, студия). Изд. ДНЧО, С., 1997, 218 стр. (ISBN 954-9567-01-X)
- Пол Рикьор — философията пред предизвикателствата на промените (научно ръководство, съставителство, предговор, студия). Изд. ДНЧО, С., 1998, 303 стр. (ISBN 954-9567-02-8)
- Max Weber: Relecture a l’Ouest, relecture a l’Est (научно ръководство, съставителство, предговор, студия). Изд. ДНЧО, С., 1999, 455 стр. (ISBN 954-9567-06-0)
- Около Хабермас. Нормативността в модерните общества и идеята за справедливост (научно ръководство, съставителство, предговор, студия). Изд. ДНЧО, С., 2000, 430 стр. (ISBN 954-9567-07-9)
- Около Жак Дерида и чудовищният дискурс (научно ръководство, съставителство, предговор, студия). Изд. ДНЧО, С. (ISBN 954-9567-14-1)
- Вебер и Бурдийо: Подходи към интелектуалците(научно ръководство, съставителство, предговор, студия). Изд. ДНЧО, С. (ISBN 954-9567-12-5)
- История, разказ, памет (научно ръководство, съставителство, предговор, студия). Изд. ДНЧО, С., 2001, 360 стр. (ISBN 954-9567-09-5)
- Това е моето минало (1944—1989). Спомени, дневници, свидетелства. Т.1, Изд. Сиела, С., 2010. (ISBN 978-954-28-0716-2)
- Това е моето минало (1944—1989). Спомени, дневници, свидетелства. Т.2, Изд. Сиела, С., 2010. (ISBN 978-954-28-0717-9)
- Тоталитаризмите на XX век в сравнителна перспектива. Изд. Сиела, С., 2010. (ISBN 978-954-28-0815-2)
- Да познаем комунизма: Изследвания. Изд. Сиела, С., 2012. (ISBN 978-954-28-1056-8)
- История на Народна Република България. Режимът и обществото. С., Институт за изследване на близкото минало, Сиела, 2009, 716 стр.[12]

### Профили
- Ивайло Знеполски, «Посткомунистически употреби на паметта», в. «Литературен форум», бр. 2 (486), 15.01.2002 г.
- Ивайло Знеполски, Предговор към «Спомени от лагерите. Портрети на лагеристи от Белене» от Петър Байчев, електронно списание LiterNet, 05.12.2014, № 12 (181)
- Профиль на сайте Академии Google
- От и за Ивайло Знеполски в Националния каталог на академичните библиотеки в страната НАБИС

### Интервью
- «Политическият ангажимент на културата», интервю на Валентина Самоволска, в. «Литературен вестник», год. 12, бр. 14, 10-16.04.2002 г.
- «Проф. Ивайло Знеполски: Обществото все още е затворено, защото се движи от личния интерес», интервю на Петър Карабоев, в. «Дневник», 26 декември 2007 г.
- «Проф. Ивайло Знеполски: Живков провеждаше сталинската линия», интервю на Невена Борисова, e-vestnik.bg, 23 февруари 2012 г.
- «Проф. Ивайло Знеполски: Кога ще излезем от прехода? Никога!», интервю на Ива Йолова, в. «Преса», 23.07.2012 г.
- «Проф. Ивайло Знеполски: Нито сме толкова бедни, нито толкова крадливи», интервю на Валентина Петкова, в. «Труд», 01.08.2014 г.
- Интервю на Ерика Лазарова с проф. Ивайло Знеполски по проекта «Златен фонд на българската наука», YouTube, публикуван на 21.12.2014 г.